# Sauber C36
O C36 é o modelo de carro de corrida fabricado pela equipe Sauber para a disputa da temporada de Fórmula 1 de 2017, pilotado por Marcus Ericsson e Pascal Wehrlein. O carro marcam os 25 anos do time suíço na Fórmula 1.
O carro foi divulgado as fotos oficiais do carro no dia 20 de fevereiro.
A mudança prevista no regulamento (novas medidas do carro e dos pneus), a escuderia deixa de lado o amarelo usado nas últimas duas temporadas e adota o dourado, em contraste com azul. Outra novidade é o retorno da barbatana de tubarão na parte traseira.
Apesar de o projeto deste ano ter nascido do zero, de acordo com o próprio time, sem qualquer parte utilizada no modelo C35, o C36 usará motores Ferrari de 2016.

## Raio X
A grande dificuldade financeira vivida pela Sauber em 2016 foi contornada com um novo investidor. Contudo, pelos resultados da pré-temporada, o ano de 2017 não deve ser muito diferente do que se viu na temporada anterior.

## Estatística
| X              | Marcus Ericsson | Pascal Wehrlein | Antonio Giovinazzi |
| Pontos         | 0               | 5               | 0                  |
| Vitórias       | 0               | 0               | 0                  |
| Pole Positions | 0               | 0               | 0                  |
| Volta Rápida   | 0               | 0               | 0                  |
| Pódios         | 0               | 0               | 0                  |
| Abandonos      | 7               | 3               | 1                  |